# (9786) Gakutensoku
(9786) Gakutensoku (1995 BB) – planetoida z pasa głównego asteroid okrążająca Słońce w ciągu 4,8 lat w średniej odległości 2,84 j.a. Odkryta 19 stycznia 1995 roku.